# 11202 Тедданхем
11202 Тедданхем (11202 Teddunham) — астероїд головного поясу, відкритий 22 березня 1999 року.
Тіссеранів параметр щодо Юпітера — 3,341.